# São Miguel (Schiff)
Die NRP São Miguel war ein 1962 gebautes Frachtschiff, das erst als norwegische Sirefjell und 1971 als portugiesische Cabo Verde fuhr, bevor die portugiesische Marine es ab 1985 als Transporter nutzte. 1993 wurde das Schiff versenkt.

## Bau und technische Daten
Zusammen mit zwei Schwesterschiffen bestellte die norwegische Reederei Olsen & Ugelstad das Schiff für ihre Fjell Line bei den Howaldtswerken in Kiel, die eigens für die Fahrt über Kanada zu den Großen Seen konzipiert waren. Auf der Werft wurde der Neubau am 28. Juni 1961 unter der Baunummer 1089 auf Kiel gelegt. Beim Stapellauf am 19. Mai 1962 erhielt es den Namen Sirefjell. Bereits zuvor war das Schwesterschiff Haukefjell vom Stapel gelaufen, während die Svanefjell als drittes Schiff ebenfalls im Mai vom Stapel lief.
Der Frachter war 108,21 Meter lang, 15,85 Meter breit und hatte einen Tiefgang von 7,54 Metern. Er war mit 3875 BRT bzw. 2089 NRT vermessen und hatte eine Tragfähigkeit von 5556 Tonnen. Ein Sechszylinder-Zwei-Takt-Dieselmotor des Herstellers MAN vom Typ K6Z60/105 erzeugte 4050 PS und ermöglichte über eine Schraube eine Geschwindigkeit von 15,0 Knoten. Die Besatzung bestand aus 37 Mann.

## Geschichte

### NorwegischeSirefjell(1962–1971)
Die Ablieferung erfolgte im Juli 1962 an die A/S Dovrefjell & A/S Falkefjell, einer von der Reederei Olsen & Uglestadt geführten Eigentumsgesellschaft. Sie setzte das Schiff auf der Fjell-Oranje-Linie ein, die die Reederei gemeinsam mit der niederländischen Reederei Oranje Lijn von Anthony Veder betrieb. Zum Einsatz kam die Sirefjell auf der Linie zwischen Europa und den Großen Seen, die seit der Eröffnung des Seeweges 1959 auch von größeren Schiffen befahren werden konnte. Konkurrenzdruck und hohe Betriebskosten veranlasste die Reederei, auf preisgünstigere Charterverträge umzusteigen und infolgedessen im Herbst 1971 eine Reihe von Schiffen dieser Route zu verkaufen. Darunter befand sich auch die Sirefjell, die sie im August 1971 nach Portugal veräußerte.

### PortugiesischeCabo Verde(1971–1985)
Käufer des Schiffes sowie des Schwesterschiffes Haukefjell war die portugiesische Reederei Sociedade Geral de Comércio, Indústria e Transportes, die dem Schiff den Namen Cabo Verde gab. Neuer Heimathafen wurde Lissabon. Nur wenige Monate führte der Frachter die Farben der „SG“: Mit der Fusion der Sociedade Geral mit der Companhia Nacional de Navegação zum 1. Januar 1972 ging er an die Companhia Nacional über. Sie setzte den Frachter im Liniendienst zwischen Lissabon und Kap Verde sowie Guinea-Bissau ein. Dieser Liniendienst wurde später bis zu den Häfen Antwerpen, Rotterdam und Hamburg ausgedehnt. Ab 1983 wurde die Route nach Süden bis nach Angola und über den Atlantik nach Kanada und New Orleans erweitert. Transportiert wurden alle Arten von Stückgütern. Zuletzt war das Schiff von der Portline gechartert und wurde 1985 in Hamburg festgesetzt, um im Rahmen des Liquidationsverfahrens der Companhia Nacional als Sicherheit zu dienen. Mit der Auflösung der Reederei 1985 übernahm die portugiesische Marine das Schiff.

### São Miguelder portugiesischen Marine (1985–1993)
Am 8. November 1985 stellte die Marine das Schiff in Dienst, das den Namen São Miguel (Kennung A 5208) erhielt – benannt nach einer der Karavellen aus Vasco da Gamas Flotte, mit der er 1498 den Seeweg nach Indien entdeckt hatte. Die Marine beabsichtigte, das Schiff als Ergänzung zur São Gabriel als Versorger zu nutzen. Vorgesehen war auch ein Umbau, bei dem es einen Hubschrauberlandeplatz am Heck erhalten sollte. Aus finanziellen Erwägungen wurde dies jedoch nicht umgesetzt. In der Praxis zeigte sich, dass die São Gabriel die ihr zugedachte Rolle nicht erfüllen, sondern nur als Frachtschiff genutzt werden konnte.
In den folgenden Jahren führte das Schiff zahlreiche Transporte von Militärmaterial zwischen Standorten auf dem Festland nach Madeira und auf die Azoren sowie von den Vereinigten Staaten nach Portugal durch, nahm an mehreren amphibischen Manövern teil und entsorgte alte Munition durch das Versenken im Meer. 1987 führte der Frachter eine humanitäre Hilfsmission nach Mosambik durch, bei der Lebensmittel, Kleidung, Medikamente etc. in das Land gebracht wurden. Nach dem Auslaufen von 25.000 Tonnen Rohöl durch ein Leck im spanischen Tanker Aragon beförderte das Schiff im April 1990 Material zur Beseitigung der Umweltverschmutzung. Während des Zweiten Golfkrieges führte die São Miguel zwischen dem 31. Oktober 1990 und dem 13. April 1991 militärische Nachschubtransporte für die Alliierten durch. Dabei transportierte sie auf zwei Fahrten Fahrzeuge, Munition, elektronisches Material und weitere Ausrüstung für die britischen Truppen im Irak von Großbritannien nach Saudi-Arabien. Die São Miguel war das einzige portugiesische Schiff, das an diesem Krieg teilnahm.
Am 20. Dezember 1993 stellte die Marine den Frachter außer Dienst. Beladen mit alter Munition wurde das Schiff am 23. Oktober 1994 vor der portugiesischen Küste durch Öffnen der Ventile versenkt. Dabei explodierte der an Deck geladene Teil der Munition ungeplant.